# 에마 토머스
에마 토머스(Emma Thomas, DBE, 1971년 12월 9일 ~ )는 잉글랜드의 영화 프로듀서이다. 런던의 워킹 타이틀 필름스에서 경력을 시작하고, 1997년에 크리스토퍼 놀란과 결혼하고 그의 작품에 관여하고 있다.

## 출연 작품
- 잭 스나이더의 저스티스 리그 (2021)
- 테넷 (2020)
- 덩케르크 (2017)
- 배트맨 대 슈퍼맨: 저스티스의 시작 (2016)
- 인터스텔라 (2014)
- 트랜센던스 (2014)
- 맨 오브 스틸 (2013)
- 다크 나이트 라이즈 (2012)
- 인셉션 (2010)
- 배트맨 - 고담 나이트 (2008)
- 다크 나이트 (2008)
- 프레스티지 (2006)
- 배트맨 비긴즈 (2005)
- 인썸니아 (2002)
- 메멘토 (2000)
- 미행 (1998)
- 두들버그 (1997)